# 278386 Sofivanna
278386 Sofivanna este o planetă minoră (asteroid) din centura de asteroizi. A fost descoperită pe 13 iulie 2007 la Andrușivka de Andrușivska astronomicina observatoria⁠(d). 
Obiectul prezintă o orbită caracterizată de o semiaxă mare de 2,6878694594962 UAi, o excentricitate de 0,25, o înclinație de 15 ° în raport cu ecliptica.